# Conny Edlund
Conny Axel Edvard Edlund, född den 24 februari 1904 i Ramsele församling, Västernorrlands län, död den 12 februari 1971 i Södra Sandby församling, Malmöhus län, var en svensk präst.
Efter studier i Härnösand och vid Lunds privata elementarskola blev Edlund 1921 student vid Uppsala universitet, där han avlade teologisk-filosofisk examen 1923, teologie kandidatexamen 1927 och praktiskt teologiskt prov samma år. Efter prästvigningen 1928 var han stiftsadjunkt i Härnösands stift 1930–1935 och domkyrkokomminister i Härnösand 1935–1953. Edlund avlade teologie licentiatexamen 1948 och promoverades till teologie doktor vid Uppsala universitet 1952. Han var kyrkoherde i Anundsjö 1953–1960 och domprost i Göteborg 1960–1969. Edlund var ledamot av 1963 års bibelkommission. Bland hans skrifter märks Das Auge der Einfalt (doktorsavhandling, 1952). Edlund blev ledamot av Nordstjärneorden 1956. Han vilar i sin hustrus familjegrav på Kvibergs kyrkogård i Göteborg.